# Charles Flohot
Charles Flohot (* 10. Juli 1888 in Clichy; † 30. März 1927 in Paris) war ein französischer Autorennfahrer.

## Karriere
Charles Flohot war in den 1910er-Jahren Mechaniker bei Delage und 1914 Beifahrer von Albert Guyot im Delage Type S beim Großen Preis von Frankreich.
Über die Rennkarriere von Charles Flohot ist wenig bekannt. Belegt sind drei Starts beim 24-Stunden-Rennen von Le Mans. 1924 startete er gemeinsam mit Robert Laly auf einem Aries 3-Litre. In den Ergebnislisten ist ein Ausfall nach 64 gefahrenen Runden vermerkt. Ein Jahr später wurde er als Partner von Louis Wagner Gesamtsechster. Bei seinem letzten Auftritt in Le Mans musste er 1926 sein Fahrzeug wegen eines Wagenbrands vorzeitig abstellen. Im selben Jahr erreichte er einen vierten Gesamtrang beim 24-Stunden-Rennen von Spa-Francorchamps.

## Statistik

### Le-Mans-Ergebnisse
| Jahr | Team                         | Fahrzeug         | Teamkollege  | Platzierung | Ausfallgrund |
| ---- | ---------------------------- | ---------------- | ------------ | ----------- | ------------ |
| 1924 | Société des Automobile Ariès | Ariès Type S GP  | Robert Laly  | Ausfall     | Motorschaden |
| 1925 | Société des Automobile Ariès | Ariès Type S GP2 | Louis Wagner | Rang 6      |              |
| 1926 | Société des Automobile Ariès | Ariès Type S GP3 | Arthur Duray | Ausfall     | Wagenbrand   |